# Eugenia pyriflora
Eugenia pyriflora är en myrtenväxtart som beskrevs av Otto Karl Berg. Eugenia pyriflora ingår i släktet Eugenia och familjen myrtenväxter. Inga underarter finns listade i Catalogue of Life.